# Бухнер, Аннемари
Аннемари (Мирль) Бухнер-Фишер (нем. Annemarie "Mirl" Buchner-Fischer, 16 февраля 1924, Этталь, Бавария, Германия — 9 ноября 2014, Грайнау, Бавария, Германия) — западногерманская горнолыжница, трёхкратный призёр зимних Олимпийских играх в Осло (1952).

## Спортивная биография
В период 1944-49 гг. становилась победительницей пяти немецких чемпионатов, по два раза в скоростном спуске и комбинации и однажды — в слаломе. На зимних Олимпийских играх в Осло (1952) завоевала серебряную медаль в скоростном спуске и две бронзовые бронзу — в слаломе и в слаломе-гиганте. В 1954 г. выиграла гигантский слалом на соревнованиях «Hahnenkamm Race» в Китцбюэле. В 1948 г. стала «Спортсменкой года» в Германии. На зимней Олимпиаде в Кортина д’Ампеццо (1956) выступила неудачно: была 21-й в слаломе, 27-й — в слаломе-гиганте и сошла с дистанции в скоростном спуске.
По завершении спортивной карьеры открыла спортивный магазин в Гармиш-Партенкирхене.